# La Ceiba, Tabasco
La Ceiba är en ort i Mexiko.   Den ligger i kommunen Macuspana och delstaten Tabasco, i den sydöstra delen av landet, 700 km öster om huvudstaden Mexico City. La Ceiba ligger 21 meter över havet och antalet invånare är 720.
Terrängen runt La Ceiba är mycket platt. Runt La Ceiba är det ganska tätbefolkat, med 67 invånare per kvadratkilometer. Närmaste större samhälle är Macuspana, 15,2 km väster om La Ceiba. Trakten runt La Ceiba består till största delen av jordbruksmark.